# Slutartidsautomatik
Slutartidsautomatik, ibland kallat bländarförval eller bländarprioritet, är en funktion på kameran där fotografen väljer bländare och kameran ställer in lämplig slutartid för att uppnå tillräckligt god exponering. Inställningen är oftast markerad med A eller Av på kamerans inställningsratt efter engelskans benämning aperture priority eller aperture value.
Slutartidsautomatik skiljer sig från manuella inställningar (då användaren måste välja båda värdena själv), från bländarautomatik (då användaren väljer en slutartid medan kameran väljer en bländarinställning) och från programautomatikläget då kameran väljer båda värdena själv.
Huvudsyftet med slutartidsautomatik är att ha kontroll över skärpedjupet. Slutartidsautomatik är användbart i landskapsfotografi där ett långt skärpedjup (liten bländaröppning) är nödvändigt om föremål i förgrunden, på avstånd och i bakgrunden ska återges skarpt, samtidigt som kort slutartid ofta är mindre viktigt. Slutartidsautomatik kan också användas vid porträttfotografi där ett kort skärpedjup (stor bländaröppning) innebär att bakgrunden hamnar ur fokus och inte drar uppmärksamhet från motivet.
Ett annat sätt att använda slutartidsautomatik är för att föreslå hur kameran ska välja slutartid utan att riskera underexponering. Vid landskapsfotografi kan användaren välja en liten bländaröppning vid fotografi av ett vattenfall i hopp om att den längre slutartiden ska göra vattenflödet suddigt. Vid porträttfotografi i svagt ljus kan fotografen välja att öppna bländaren maximalt för att få in tillräckligt med ljus för en god exponering.
Förutom detta ger slutartidsautomatik fotografen möjlighet att tvinga kameran att arbeta med den bländaröppning som är optimal för objektivet och fokusavståndet. Vanligtvis ger objektivet bäst optisk upplösning vid en medelstor bländaröppning.